# Silhouette (película)
Silhouette (titulada: La silueta del asesino en Argentina y Silueta en España) es una película estadounidense de acción, drama y misterio de 1990, dirigida por Carl Schenkel, escrita por Jay Wolf y Victor Buell, musicalizada por Michel Rubini, en la fotografía estuvo Dietrich Lohmann y los protagonistas son Faye Dunaway, David Rasche y John Terry, entre otros. El filme fue realizado por Davis Entertainment, Faye Dunaway Productions y MCA Television Entertainment (MTE); se estrenó el 28 de noviembre de 1990.

## Sinopsis
Una forastera tiene que estar algunos días en un pueblo para arreglar su automóvil. Ella es testigo de un homicidio. En el momento que va a dar su testimonio a la policía, lo único que tiene para aportar es la silueta del asesino, similar a la de un individuo que trabaja en el taller al cual llevó su coche. Al poco tiempo queda totalmente comprometida en el caso.